# قصر جمال (خبريز)
قصر جمال (بالفارسية: قصرجمال) هي قرية تقع في إيران في قسم خبریز الريفي. يقدر عدد سكانها بـ 70 نسمة بحسب إحصاء 2016.